# Phaeomonostichella symploci
Phaeomonostichella symploci är en svampart som först beskrevs av Keissl., och fick sitt nu gällande namn av Franz Petrak 1941. Phaeomonostichella symploci ingår i släktet Phaeomonostichella, divisionen sporsäcksvampar och riket svampar.   Inga underarter finns listade i Catalogue of Life.